# DVD+RW
DVD+RW – płyta kompaktowa o pojemności równej pojemności płyty DVD+R, standardowo 4,7 GB (interpretowane jako ≈ 4.7 · 109, w rzeczywistości jest to 2295104 sektorów po 2048 bajtów każdy).
Format ten został zaprojektowany przez grupę korporacji, znaną jako DVD+RW Alliance pod koniec roku 1997. Został on porzucony aż do roku 2001, kiedy to przeprojektowano go, w wyniku czego pojemność nośnika wzrosła z 2,8 GB do 4,7 GB. Często wymienia się firmę Philips, członka DVD+RW Alliance, jako głównego projektanta standardu. Pomimo że format DVD+RW przez długi czas czekał na zaakceptowanie przez DVD Forum, był on na tyle popularny, że producentom sprzętu komputerowego trudno było tę popularność ignorować, w wyniku czego płyty DVD+RW są obsługiwane obecnie przez ogromna większość odtwarzaczy DVD.
W przeciwieństwie do formatu DVD-RW, format DVD+RW był standardem jeszcze przed powstaniem standardu DVD+R.
Formatem konkurującym z DVD+RW jest format DVD-RW. Jak dotąd nie ma jednego standardu nagrywania płyt DVD i z tego powodu bardzo popularne są nagrywarki hybrydowe, które potrafią obsłużyć obydwa te formaty. Takie nagrywarki często posiadają oznakowanie "DVD±RW".
Dyski DVD+RW mogą być ponownie nagrywane około 1000 razy, mniej więcej tyle samo co dyski CD-RW. Są one zwykle wykorzystywane do zapisywania często zmieniających się danych i wykonywania kopii zapasowych, jednak w domowych nagrywarkach wideo DVD zazwyczaj stosuje się DVD-RW, głównie dlatego, iż były zaprojektowane do przechowywania danych, nie materiałów wideo.
Korzystając z DVD+RW użytkownicy uzyskają do dyspozycji najlepsze cechy dwóch rodzajów urządzeń – będą mogli odtwarzać gotowe płyty z filmami o wysokiej jakości oraz bez najmniejszych kłopotów rejestrować na krążkach DVD własne materiały wideo. Szybkie formatowanie dysków DVD+RW można używać bez czasochłonnego formatowania całej płyty. Jest to możliwe dzięki temu, że napęd DVD+RW nagrywa bardzo niewielki początkowy obszar i już po upływie kilku sekund jest gotowy do zapisywania właściwych danych.
Decydującą zaletą formatu DVD+RW jest jego pełna zgodność z obecnym sprzętem komputerowym i audio-wideo.